# 국민신보
《국민신보》(國民新報)는 대한제국 말기에 발행된 한국의 신문이다. 일진회의 기관지였다. 1906년(광무 10) 1월 6일에 창간하였다.

## 개요
1906년(광무 10) 1월 6일에 경성부 중서 미동 제30통 4호에서 창간되어 일진회의 세력 확대와 함께 점차 국민신보사의 사세도 확장되었다. 통감부의 통치 정책을 적극 지지하여 이 시기의 대표적인 친일 매체로 꼽힌다. 초대 사장은 일진회장 이용구가 맡았고, 송병준의 후원을 받았다. 제3대 사장인 한석진이 을사조약 체결에 항의해 자결한 민영환의 부인 박씨에 대한 악평을 신문에 게재하라는 송병준의 지시를 거부하다가 면직된 일도 있었다.
1909년 여름 최영년이 제5대 사장에 올랐을 때는 매일 수만 매를 발행할 정도로 인기를 얻었다. 그러나 황현의 《매천야록》에는 국민신보의 주론이 일본의 풍속을 받아들이자는 것이라 사람들이 '기관신문'이라 부르며 미워하여 구독하지 않았기에 강제로 관리들에게 판매했다는 내용이 실려 있어, 자발적인 구독인지는 분명하지 않다. 1907년(광무 11)에는 대한제국 고종의 강제 양위에 항의하는 사람들이 국민신보사를 습격해 사옥을 파괴하고 사원들을 구타한 사건이 일어났다.

## 한일 병합 찬성
1909년 10월에 이토 히로부미가 피살되었을 때는 기자 김환을 도쿄에 파송해 장례식에 참석하게 하였다. 곧이어 1909년 12월에 일진회가 한일 병합을 재촉하는 〈일한합방상주문〉을 상소하는 동시에 대국민 성명서인 〈일한합방성명서〉를 《국민신보》에 발표했다. 일진회의 성명서에 대한 반대 여론이 일어나자, 사장 최영년이 이는 국리민복을 위한 것인데 일반인들이 오해하여 반대하는 것이 애석하다는 발언을 했다. 최영년은 이 발언 때문에 어느 교사에게 불로 공격을 받기도 했다.
1910년 9월에 일진회가 해체되면서 시천교의 기관지로 잠시 존속했다가 한일 병합 조약 직후인 10월 11일에 폐간되었다.

## 역대 사장
- 초대 : 이용구
- 제2대 : 송병준
- 제3대 : 한석진
- 제4대 : 양재익
- 제5대 : 최영년

## 같이 보기
- 일진회

## 참고 자료
- 친일인명사전편찬위원회 (2004년 12월 27일). 《일제협력단체사전 - 국내 중앙편》. 서울: 민족문제연구소. 176~178쪽쪽. ISBN 8995330724.